# Събирателно дружество

## Същност
Събирателното дружество(СД) е персонално търговско дружество(ТД) учредено от две или повече лица(юридически или физически) с цел обща стопанска дейност и печалба. Въпреки възможността съдружник в СД да бъде юридическо лице това не се среща в практиката. Обикновено съдружниците са близки роднини, въпреки тенденциите към разширяване на кръга от възможни участници, нямащи връзка помежду си. В повечето случаи това са наследници събрали се да продължат търговската дейност на своя наследодател.

## Учредяване
СД се учредява от две или повече лица, т.е то не може да е еднолично, като учредители могат да бъдат както физически така и юридически лица. Въпреки принципната възможност в СД да участват и юридически лица това не се среща в практиката. За образуването му е необходимо кумулативното наличие на два юридически факта, а именно
- сключване на учредителен договор, който задължително е в писмена форма с нотариална заверка на подписите на учредителите. Това е форма за действителност, а не за доказване. Договорът има задължително и незадължително съдържание, като част от задължителното подлежи на вписване в Търговски регистър. Той трябва да съдържа:

- фирма която трябва да включва думите „събирателно дружество“, „СД“ или „сие“. Тя трябва да се състои от името на един или няколко от учредителите.
-предмета на дейност, който се определя свободно.
-седалище и адрес на управление
-вида и размера на вноските направени от всеки съдружник
-начина на разпределение на печалбата
- вписване в Търговския регистър-подава се заявление за вписване, което се подписва от всички учредители. Към него се прилагат и учредителния договор и образец от подписите на лицата, които според договора ще представляват дружеството. Вписването има конститутивно действие, т.е от неговото извършване възниква събирателното дружество като търговец и юридическо лице. Вписването не подлежи на обнародване в „Държавен вестник“

## Права и задължения
Съдружниците в СД отговарят неограничено и солидарно за задълженията на СД.
Като цяло СД е ТД, което внася сигурност в стопанския оборот най-вече за своите кредитори и не толкова за съдружниците му. Има добро стопанско приложение в страни в преход към пазарна икономика, въпреки че е дружество на дребния капитал.

## Управление
```
„Търговски закон“

Чл.84.
 
(1)Всеки съдружник има право да управлява дружествените работи, освен ако с дружествения договор е възложено управлението на един или няколко съдружници или на друго лице.
(2)За придобиването и разпореждането с вещни права върху недвижими имоти, за назначаването на управител, който не е съдружник, и за сключването на договор за паричен заем в размер, по-голям от определения в учредителния договор, е необходимо съгласие на всички съдружници.

Чл.85.
 
Оттегляне на възлагането за управление:
 Решението за възлагане на управлението на един или няколко съдружници може да бъде отменено от окръжния съд по седалището на дружеството по искане на някои от съдружниците, ако управителите са нарушили задълженията си, както и на други основания, предвидени в договора. Решението на съда се изпраща служебно на Агенцията по вписванията за вписване в търговския регистър.

Чл.86.
 
Право на контрол на съдружника:
 Съдружникът, който не участва пряко в управлението, може да се осведомява лично за работите на дружеството, да преглежда търговските книги, дружествените и други книжа и да иска обяснение от управителите.

Чл.87.
 
Приемане на решения:
 Когато според учредителния договор решенията на дружеството се вземат с мнозинство, всеки съдружник има право на един глас. Решенията се вписват в протоколна книга.
```

## Прекратяване
Общи бележки. Ликвидацията е уредена в гл. XVII на ТЗ – чл. 266-274. Терминът ликвидация има различни значения. От една страна ликвидацията се разглежда като система от действия (производство), а от друга страна ликвидацията се означава като етап от съществуването на ТД – всъщност това е последния етап от съществуването на ТД, когато то продължава да съществува като юридическо лице, но е престанало да осъществява търговска дейност и да сключва търговски сделки. Смята се, че дружеството в ликвидация не е, в правно-техническия смисъл на думата, търговец, но това е спорно (ЕТ престава да е търговец, когато спре да извършва търговска дейност, а ТД от момента на заличаването им от търговския регистър. Ликвидацията като последен етап от съществуването на ТД винаги се предхожда от прекратяване на търговската дейност